# عفاف قضماني
عفاف قضماني (1948 - 21 أكتوبر 2010) إعلامية أردنية

## حياتها الأسرية
كانت متزوجة وابنتها الإعلامية مروة خميس

## مشوارها المهني
انطلاقتها كانت في نهاية السبعينيات من القرن العشرين على شاشة التلفزيون الأردني
بدأتها بتقديم نشرات الأخبار إضافة لبرامج منها برامج خفيفة في العيد ، وبرنامج عن المسلمين في الأندلس بعنوان ( الفردوس المفقود ) ، كما قدمت البرنامج الديني (في ظلال النبوة ) وكان يدور حول زوجات النبي صلى الله عليه وسلم وكيف تأثرن بشخصيته العظيمة وبرنامج عن العلماء المسلمين ومنهم ابن سينا والرازي

### إنتقالها إلى قطر
إنتقلت عام 2006 إلى قطر برفقة ابنتها للعمل في مؤسسة قطر للإعلام بالتحديد في الإذاعة القطرية وقدمت برنامجا بعنوان شموس لا تغيب

## وفاتها
عام 2010 توفيت في قطر بعد حادث دهس تعرضت له أدى لإصابتها بنزيف حاد ووفاتها وتم نقل جثمانها إلى عمان حيث دفنت هناك